# Сакалія
Сакалія (Sacalia) — рід черепах родини Азійські прісноводні черепахи підряду Прихованошийні черепахи. Має 2 види.

## Опис
Загальна довжина представників цього роду коливається до 14,5 до 17,6 см. Голова середнього або великого розміру. Кінчик верхньої щелепи трохи увігнутий. Задня частина голови не вкрита лусочками. Карапакс майже плаский. На ньому присутній кіль. Пластрон великий й дещо подовжений. Хвіст доволі довгий та товстий.
Голова жовтого, оливкового, коричневого кольору. На шиї або потилиці є плями світлого кольору. Карапакс коричневий або оливковий з різними відтінками. Пластрон оливковий або жовтуватий з плямами або цятками.

## Спосіб життя
Полюбляє струмки, болота. Веде напівводний спосіб життя. Живиться здебільшого рослинами, а також комахами й іншими безхребетними.
Самиця відкладає від 2 до 6 яєць.

## Розповсюдження
Мешкає у південному Китаї, В'єтнамі та Лаосі.

## Види
- Sacalia bealei
- Sacalia quadriocellata